# Embriogénesis humana
Se denomina embriogénesis al proceso que se inicia tras la fecundación de los gametos para dar lugar al embrión, en las primeras fases de desarrollo de los seres vivos pluricelulares. En el ser humano este proceso dura ocho semanas, y  entonces el embrión acaba su primera etapa de desarrollo y pasa a denominarse feto.

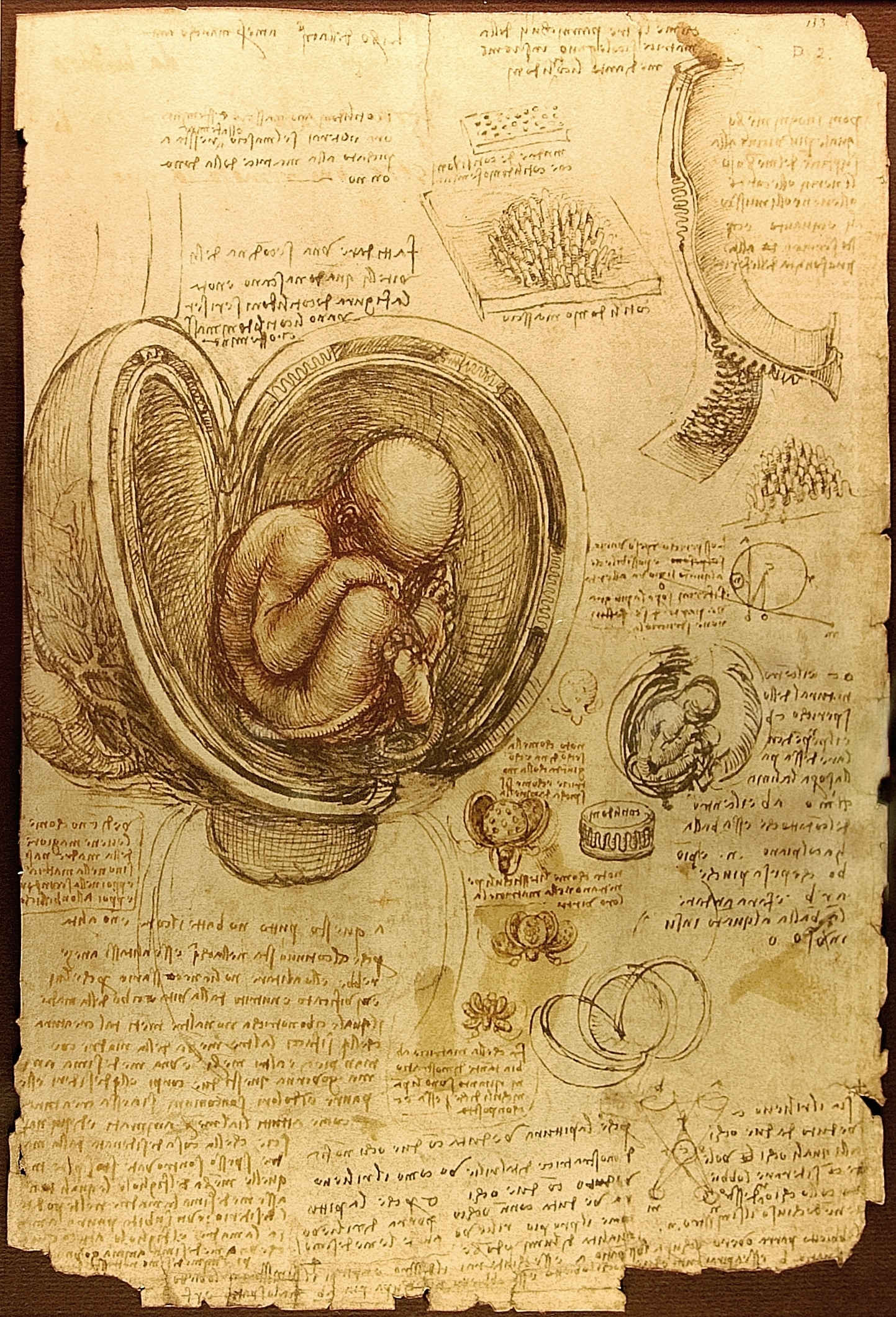
Estudios de embriología humana de Leonardo da Vinci.

## Primer mes

### Semana 1
La fecundación

Las etapas iniciales de la embriogénesis humana.

El proceso de embriogénesis comienza cuando se produce la fecundación (también denominada concepción o impregnación): el espermatozoide (gameto masculino) se une al ovolema del ovocito secundario (detenido en la metafase II) o gameto femenino, se funden las membranas y las estructuras internas del espermatozoide (núcleo condensado, centrosoma del cuello) entran en el citoplasma del ovocito. El núcleo del espermatozoide se descondensa y forma el pronúcleo masculino del cigoto, y se organiza el huso mitótico a partir del centrosoma espermático. Posteriormente, el flagelo se disuelve y las mitocondrias espermáticas son eliminadas, por lo que el individuo adulto tendrá solamente mitocondrias de origen materno. Existen enfermedades genéticas raras provocadas por el ADN mitocondrial paterno, que se producen por la incorrecta eliminación de las mitocondrias paternas.
Final de la segunda meiosis ovocitaria (2 horas tras la fecundación)
Gracias a la entrada del espermatozoide, el ovocito fecundado (aún detenido en la metafase II) reactiva la segunda meiosis y el huso mitótico entra en anafase. Se extruye el segundo corpúsculo polar, y el primer corpúsculo recibe también la orden de dividirse a través del puente citoplásmico. El huso mitótico materno se disuelve finalmente en el citoplasma, y se da por concluida la meiosis ovocitaria.
Aparición de los pronúcleos
- 4 horas tras la fecundación: el ADN de cada progenitor se organiza en un pronúcleo. El núcleo paterno se descondensa gracias a la liberación y posterior eliminación de las protaminas, tipo más especializado de proteínas que condensan la cromatina del espermatozoide. Por otro lado, las enzimas y metabolitos del citoplama del ovocito organizan el ADN en un pronúcleo rodeado por una envoltura  nuclear.

- 6 horas tras la fecundación: gracias a los microtúbulos formados en el citoplasma ovocitario a partir del centrosoma paterno (pues todos los centrosomas del individuo adulto van a proceder del padre), se produce el acercamiento de los pronúcleos. En el interior de los pronúcleos empieza a organizarse el nucleolo a partir de unos cuerpos precursores. A continuación, comienza la síntesis de ADN en ambos pronúcleos, que durará de 12 a 18 horas, la cual es necesaria antes de comenzar la división celular.

- 18 horas tras la fecundación: continúa la síntesis de ADN. Una vez que los pronúcleos adquieren su tamaño máximo, el centrosoma paterno se duplica, preparándose para la división celular.

El cigoto
Tras la síntesis de ADN, los pronúcleos no se fusionan, sino que disuelven las membranas y colocan los cromosomas en el huso mitótico, dando lugar al cigoto, la primera célula, con la dotación genética completa, a partir de la cual se desarrollará el embrión.
Fase de segmentación
La segmentación es la primera etapa del desarrollo de todos los organismos multicelulares. La segmentación convierte, por mitosis, al cigoto (una sola célula) en un embrión multicelular.
- 22 horas tras la fecundación (Día 1): el huso mitótico divide los cromosomas recién colocados y comienza a separarlos en la primera división celular, dando lugar a un embrión de 2 células, las cuales son totipotentes (capaces de generar un embrión completo).
- 48 horas tras la fecundación (Día 2): el embrión ha sufrido una segunda división, por lo que se compone de 4 células. Los corpúsculos polares ya han degenerado.
- 72 horas tras la fecundación (Día 3): normalmente el embrión se compone de 8 células, aunque hay algunos que pueden contener desde 5 a 12 células. Aún no hay una gran actividad de los genes embrionarios.
- 96 horas tras la fecundación (Día 4): el embrión sigue dividiéndose homogéneamente, pero sus células comienzan a compactarse, formando la mórula: ya no se distinguen las células, y además éstas ya no son totipotentes, sino pluripotentes (no pueden generar un organismo completo, pero pueden dar tejidos de las tres capas embrionarias). El embrión comienza su propio metabolismo gracias a la activación de la transcripción (síntesis de ARN). Comienzan a diferenciarse los primeros tejidos.
- 120 horas tras la fecundación (Día 5): el embrión pasa del estado de mórula al de blastocisto. El blastocisto está formado por la masa celular interna o embrioblasto (grupo de células compactadas que dará lugar al feto), que se sitúa en el interior de una cavidad llamada blastocele, la cual está cubierta por una capa epitelial, denominada trofoectodermo (células que darán lugar a los órganos extraembrionarios: placenta y membranas amnióticas). Las células de la masa celular interna ya no son pluripotentes, sino multipotentes (generan un número limitado de líneas celulares).
- 144 horas tras la fecundación (Día 6): el blastocisto aumenta considerablemente su tamaño y se produce su eclosión, donde se libera de la zona pelúcida. El blastocisto eclosionado necesita implantar en el útero para continuar su correcto desarrollo.

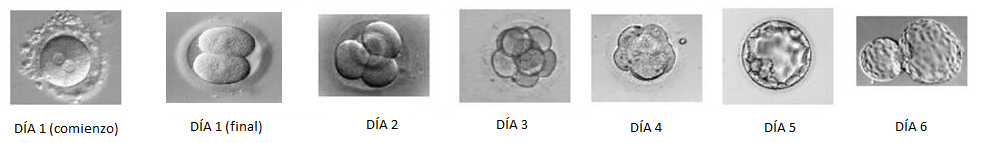
Resumen del desarrollo embrionario.

### Semana 2
A partir de la segunda semana el blastocisto se encuentra enterrado en el endometrio uterino. El trofoblasto próximo a él forma unas vacuolas (espacios entre células) que van confluyendo hasta formar lagunas, por lo que a este período se le conoce con el nombre de fase lacunar. Por su parte, el hipoblasto se va transformando en una membrana denominada membrana de Heuser, primer vestigio del saco vitelino.
Por la otra cara del citotrofoblasto se produce un cambio celular que dará lugar a las vellosidades coriónicas.
El mesodermo extraembrionario se divide en dos láminas, una externa (mesodermo somático) y otra interna (mesodermo esplácnico), que dejan en medio un espacio virtual llamado cavidad coriónica. A partir del mesodermo también se forma la lámina coriónica, parte de la cual atraviesa la cavidad coriónica, formando el pedículo de fijación que posteriormente se convertirá en el cordón umbilical.
Hacia el día 14 el disco embrionario ha desarrollado el epiblasto (o suelo de la cavidad amniótica), el hipoblasto (o techo del saco vitelino) y la lámina precordal, situada en la porción cefálica del embrión.

### Semana 3
La cresta neural dará lugar a numerosas cienas e importantes estructuras del embrión: células de Schwann, meninges, melanocitos, médula de la glándula suprarrenal o huesos.

### Semana 4

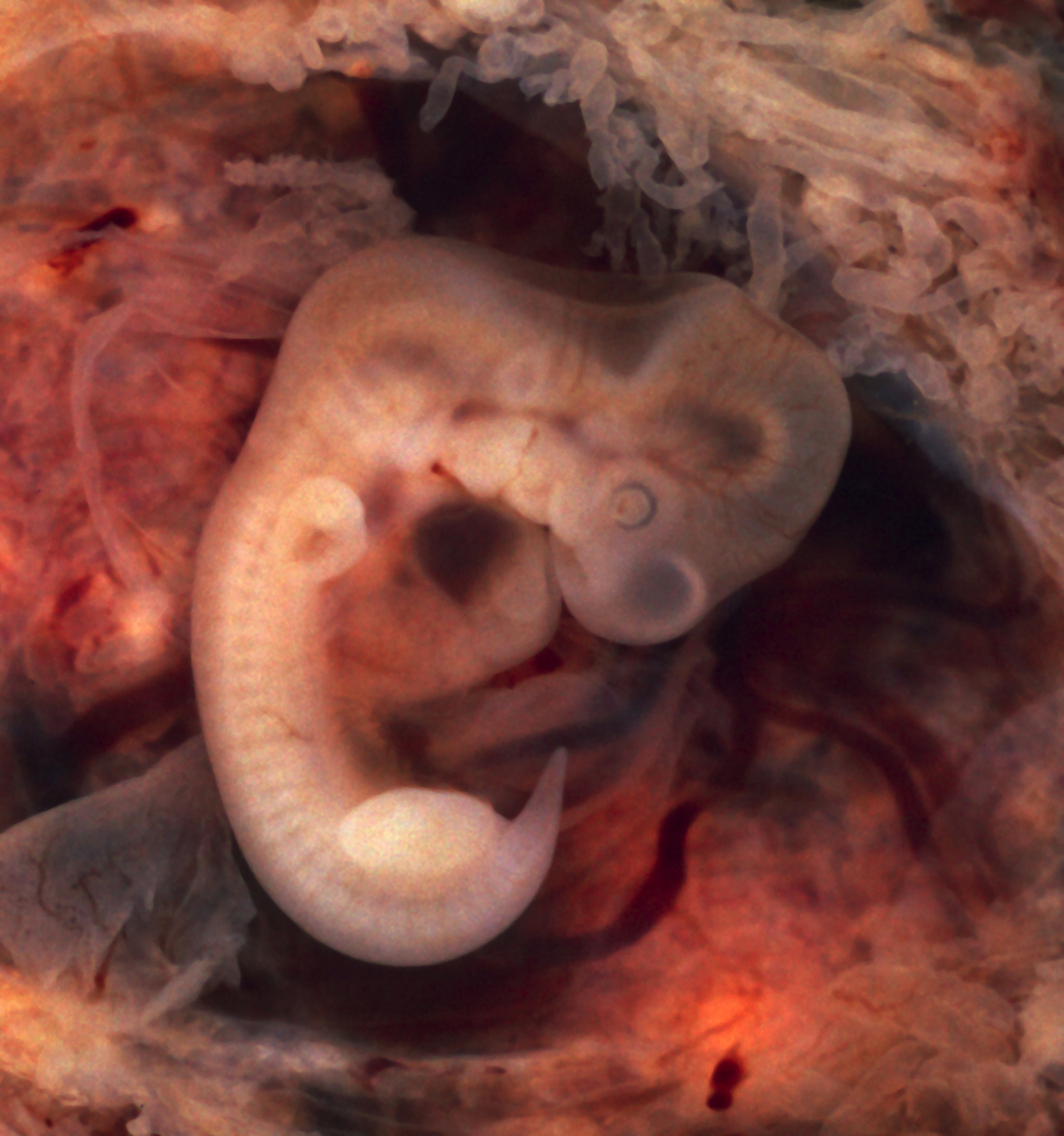
Un embrión de 10 mm de un embarazo ectópico, todavía en el oviducto. Este embrión tiene aproximadamente cinco semanas (o desde la séptima semana de la edad menstrual) se puede notar la cola vestigial humana

A partir de la cuarta semana, el embrión empieza a desarrollar los vestigios de los futuros órganos y aparatos, y en esta etapa resulta muy sensible a cualquier noxa capaz de alterar ese desarrollo. El cambio más importante que se produce en esta última fase del primer mes de embarazo es el plegamiento del disco embrionario: la notocorda es el diámetro axial de un disco que comienza a cerrarse sobre sí mismo, dando lugar a una estructura tridimensional seudocilíndrica que empieza a adoptar la forma de un organismo vertebrado. En su interior se forman las cavidades y membranas que darán lugar a órganos huecos como los pulmones. La parte media de los bordes queda atravesada por el cordón umbilical, que fija el embrión al saco vitelino.
Comienza entonces una fase de crecimiento frenético que dura otro mes más, durante la que se van esbozando todos los órganos, sistemas y aparatos del futuro organismo adulto.

## Segundo mes
A este mes se le conoce propiamente como periodo embrionario, y se caracteriza por la formación de tejidos y órganos a partir de las hojas embrionarias -organogénesis-. Al estudio de este periodo se lo conoce como embriología especial.
Del ectodermo se derivan los órganos y estructuras más externos, como la piel y sus anexos (pelos, uñas); la parte más exterior de los sistemas digestivo y respiratorio (boca y epitelio de la cavidad nasal); las células de la cresta neural (melanocitos, sistema nervioso periférico, dientes, cartílago); y el sistema nervioso central (cerebro, médula espinal, epitelio acústico, pituitaria, retina y nervios motores).

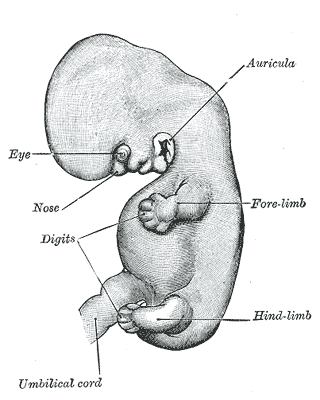
Embrión de seis semanas de desarrollo.

El mesodermo se divide en varios subtipos, encargados de formar diferentes estructuras:
- Mesodermo cordado. Este tejido dará lugar a la notocorda, órgano transitorio cuya función más importante es la inducción de la formación del tubo neural y el establecimiento del eje antero-posterior.
- Mesodermo dorsal somítico. Las células de este tejido formarán las somitas, bloques de células mesodérmicas situadas a ambos lados del tubo neural que se desarrollarán para dar lugar a otros tejidos como el cartílago, el músculo, el esqueleto y la dermis.
- Mesodermo intermedio. Formará el aparato excretor y las gónadas.
- Mesodermo latero-ventral. Dará lugar al aparato circulatorio y va a tapizar todas las cavidades del organismo y todas las membranas extraembrionarias importantes para el transporte de nutrientes.
- Mesodermo precordal. Dará lugar al tejido mesenquimal de la cabeza, que formará muchos de los tejidos conectivos y la musculatura de la cara.

El endodermo dará lugar al epitelio de revestimiento de los tractos respiratorio y gastrointestinal. Es el origen de la vejiga urinaria y de las glándulas tiroides, paratiroides, hígado y páncreas.

## Tercer mes
En este mes el embrión toma el nombre de feto y ya mide 9 cm. En una de sus primeras transformaciones pierde la apariencia asexuada y presenta nítidamente su condición masculina o femenina. Todos los órganos se encuentran formados y de ahí en adelante sólo deberán perfeccionarse. La placenta funciona perfectamente, uniendo al feto con la madre. Disminuyen los riesgos de aborto y el feto aumenta su resistencia contra agentes agresores.

## Cuarto mes
El feto aún tiene una cabeza enorme, desproporcionada en relación con su longitud de aproximadamente 18 cm. Lo recubre un lanugo enrulado y grasoso, que evita que el líquido amniótico ablande la piel. Su corazón late dos veces más deprisa que el de un adulto.

## Quinto mes
El feto entra en contacto con el mundo: es entonces cuando su madre percibe los primeros puntapiés. Los huesos y las uñas se empiezan a endurecer, aparecen los mamelones, y los latidos de su corazón pueden ser escuchados con un estetoscopio. Reacciona cuando escucha ruidos externos muy violentos. También tiene reacciones táctiles y guiña los ojos. Sus pulmones ya están formados, pero aún respira el oxígeno de la sangre materna.

## Sexto mes
En este mes el feto mide 30 cm, y pesa más de 1 kg. Se mueve mucho, sus músculos se están desarrollando. El lanugo cae y es reemplazado por los cabellos. Su cuerpo está ahora protegido por una sustancia blanca y oleosa (vérnix caseoso).

## Séptimo mes
Los complicados centros nerviosos establecen conexiones y los movimientos del feto se hacen más coherentes y variados. Mide cerca de 35 cm, y pesa más de 1 kg. Si naciese en este momento tendría buenas posibilidades de sobrevivir. Por lo que consideraría como parto prematuro.

## Octavo mes
Este es el mes de embellecimiento: la grasa distiende la piel que hasta entonces estaba arrugada. Sus formas se redondean y la piel se vuelve más rosada y espesa, en esta etapa es cuando se coloca con la cabeza hacia abajo. Algunos órganos ya funcionan en forma definitiva. Mide de 40 a 45 cm y pesa alrededor de 2 kg.

## Noveno mes
El feto se prepara para nacer: gana peso y la fuerza necesaria para realizar el trabajo que está por enfrentar, aunque el trabajo de parto esencialmente lo realiza el útero a través de las llamadas contracciones. Su cabeza se desliza y empieza a descender por la cavidad uterina, esperando el momento de salir a la luz, que ya está muy próximo.